# Bomilcare (IV secolo a.C.)
Bomilcare (... – 308 a.C.) è stato un condottiero e politico cartaginese.
Era nipote di Giscone e cugino di Amilcare II. Guidò le forze cartaginesi contro Agatocle, stratēgos autokratōr di Siracusa, quando, dopo l'assedio della città ordinato del re di Cartagine, decise nel 310 a.C. di attaccare i cartaginesi direttamente in Africa. Bomilcare non riuscì a contrastare l'avanzata dei siracusani, che iniziarono a ricevere aiuti dalle città tributarie ostili a Cartagine. Avendo successivamente appreso della morte di suo cugino in Sicilia, Bomilcare ne approfittò per farsi riconoscere il diritto di successione e governare Cartagine dal 309 al 308 a.C., anno in cui con l'aiuto di cittadini cartaginesi e mercenari stranieri tentò di costruire un'autocrazia per restaurare la monarchia assoluta, come era stata la colonia fenicia in precedenza; già dal 480 a.C., dopo la morte di Amilcare I, la monarchia cartaginese perse molti dei suoi poteri a favore del Consiglio aristocratico degli Anziani. Il piano di Bomilcare fallì a causa del tradimento dei suoi seguaci, indotti dal Senato Cartaginese a disertare in cambio del perdono. A quel punto Bomilcare, privo di sostenitori e accusato delle continue sconfitte contro Siracusa, fu catturato e crocifisso. Il fallimento del colpo di Stato portò Cartagine a diventare di fatto una repubblica.